# Алпан (ковёр)
Алпан (азерб. Alpan) — азербайджанские ковры, относящиеся к кубинской группе Куба-Ширванской школы ковроткачества.

## Классификация
Название ковров происходит от названия села Алпан, расположенного в Губинском районе на берегу реки Сусайчай. Такие ковры также распространены в селах Сусай и Сабат Губинского рафона, а с XIX века такие ковры стали шить в ковроткацких пунктах Гусарского района. Некоторые исследователи относят эти ковры к коврам «Куба», другие — к коврам «Дагестан».
Существует 2 варианта художественной композиции ковров.

## Художественные особенности

### Первый вариант
Композиция серединного поля этих ковров основана на квадратных «шебеке». Композиция состоит из симметрично повторяющихся квадратных раппортов среднего расстояния. Угловые точки, проходящие по верхушкам осей раппортов состоят из основных элементов композиции — многоугольных гёлей. По диагонали вокруг этих гелей находится элемент «херченг» (с азерб. — «рак»), составляющий композиционную основу ковра. Эти раппорты могут повторяться столько раз, сколько позволяют размеры ковра. Но на небольших коврах такие раппорты в длину повторяются не более 6 раз. Ковроткачи из села Алпан называют гёли средних размеров «чарховуз» (с азерб. — «бассейн»), а изображенные на нем мелкие элементы — «ордэк» (с азерб. — «утка»). Однако, на современных коврах можно увидеть «ордэк» непосредственно на элементе «херченг». Иногда на свободных местах серединного поля изображают мелкие элементы различной формы. Ковры «Алпан» 1 варианта не имеют оригинальные формы бордюров и славятся только своим серединным полем.
Чаще всего серединное поле таких ковров бывает голубым или синим или голубым, также встречаются ковры с красным или светло-каштановым фоном. Цвет бордюрных полос меняется в зависимости от цвета серединного поля.

### Второй вариант
Эта композиция образует ромбовидный шебеке — она состоит из нескольких раппортов малого расстояния изображенных симметрично по горизонтали и асимметрично — по вертикали. На раппортной оси расположены растительные элементы, выполненные пунктиром. Несмотря на то, что в подобных коврах композиция серединного поля украшается несколькими разными элементами, эти ковры украшены одним единственным. Также художественной особенностью таких ковров является то, что в них внимание привлекают прежде всего элементы, выстроенные по диагонали, а лишь потом элементы, построенные по горизонтали и вертикали.
Мастера из села Алпан именуют эти элементы «агач-кёлы» (с азерб. — «дерево-кустарник»), а общее поле ковра — «баг-багат» (с азерб. — «сад»). Фон чаще всего — белый, изредка — синий.

## Технические особенности
Ковры считаются коврами среднего сорта Куба-Ширванской школы.
Размер таких ковров — от 100x150 см до 125x180 см. В редких случаях ковры первого типа бывают длинными (с двумя гёлями). На одном квадратном метре ковра находится от 145000 до 200000 узлов, но бывают исключения, в которых количество узлов достигает 250000 . Высота ворса — 5-7 мм.